# Halligan

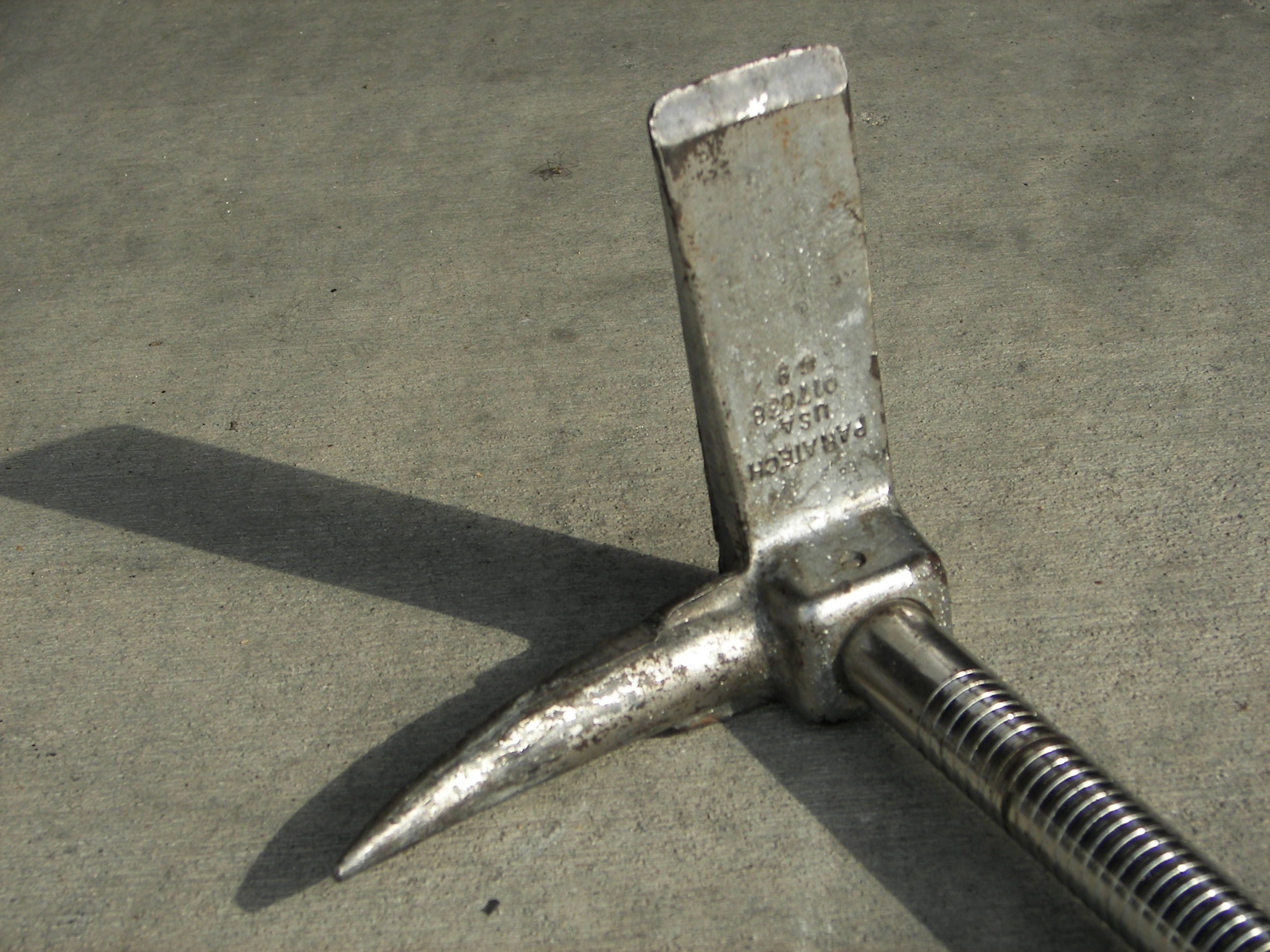
La hoja y el pico típico del Halligan

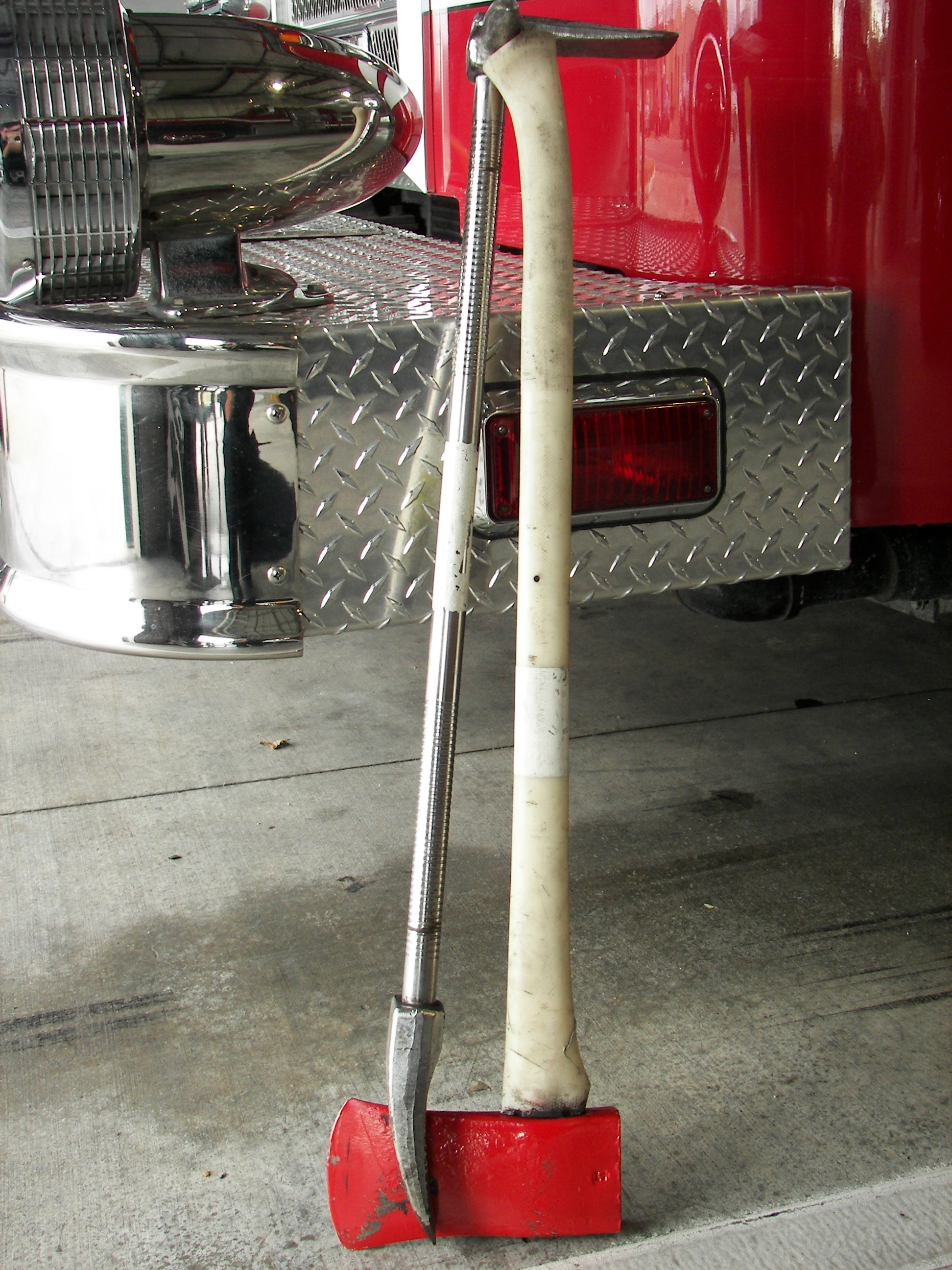
Un Halligan y un hacha de bombero "casados"

Halligan (también llamada barra Halligan o herramienta americana) es una herramienta especial usada por los bomberos y fuerzas policiales.

## Historia
Fue diseñada por el Jefe Adjunto del Departamento de Bomberos de la ciudad de Nueva York (FDNY) Hugh A. Halligan de quien toma su nombre en la década de 1940. Inicialmente el FDNY no adoptó la herramienta por una cuestión de conflicto de intereses.
El Departamento de Bomberos de la Ciudad de Boston fue la primera gran ciudad en adoptar esta herramienta, adquiriendo una para cada compañía de bomberos de la ciudad. La herramienta se hizo tan popular que los bomberos integrantes de las unidades de escala de Nueva York las adquirían de su propio bolsillo hasta que finalmente el FDNY decidió adquirirlas.

## Diseño y uso
Basada en el diseño previo de la herramienta Kelly, diseñada por el capitán John Kelly, también del FDNY, el Halligan es una herramienta multipropósito para hacer palanca, torcer, cortar, golpear, o perforar.

Consiste en una garra, una hoja y un pico, que es especialmente útil para la apertura rápida de diversos tipos de puertas, aunque, también permite realizar maniobras básicas de descarcelarción.
La herramienta normalmente está forjada en una única pieza, disponible en varias longitudes (normalmente entre 45 y 140 cm) y en diversos materiales incluyendo titanio, aleaciones de berilio o acero inoxidable. Los modelos de menor dimensiones son conocidos como "herramientas de oficiales".
Algunos modelos, no están fabricados en una única pieza, si no de varias unidas o soldadas, por lo que hay quienes no las consideran verdaderas Halligan.
Se puede unir, un Halligan con un hacha plana en lo que se conoce como "matrimonio" o "los hierros". Esta combinación es la más común en los servicios de bomberos. Otra combinación es con un garfio, con un mazo, o con otra herramienta denominada The pig (El cerdo), mezcla entre un mazo y un pico, de uso en cuerpos de bomberos.